# Stephanie Skilton
Stephanie Skilton (* 27. Oktober 1994 in Auckland) ist eine neuseeländische Fußballspielerin, die für die neuseeländische Nationalmannschaft aktiv war und für Papakura City spielt.

## Karriere

### Nationalmannschaft
Skilton wurde im April 2010 mit der U-17-Mannschaft Ozeanienmeisterin, wozu sie zwei Tore beisteuerte. Die Neuseeländerinnen qualifizierten sich damit für die U-17-Fußball-Weltmeisterschaft der Frauen 2010 in Trinidad und Tobago. Dort kam sie bei den drei Niederlagen gegen Japan, Spanien und Venezuela zum Einsatz.
Im April 2012 gewann sie mit der U-20-Mannschaft die U-20-Fußball-Ozeanienmeisterschaft der Frauen 2012, wobei sie zwei Tore beim 12:0 gegen Samoa erzielte. Mit dem Sieg bei der Meisterschaft hatte sich die Mannschaft für die U-20-Fußball-Weltmeisterschaft der Frauen 2012 in Japan qualifiziert. Dort gewannen sie zwar das erste Spiel gegen die Schweiz mit 2:1 und erreichten gegen die Gastgeberinnen ein 2:2, durch eine 0:4-Niederlage gegen Mexiko schieden sie aber als Gruppendritte aus.
Beim Zypern-Cup 2014 kam sie am 7. März im zweiten Gruppenspiel gegen die Schweiz zu ihrem ersten Einsatz in der  A-Nationalmannschaft. Sie wurde auch noch im dritten Gruppenspiel gegen Südkorea eingewechselt, musste dann aber bis zum November 2017 auf ihr drittes A-Länderspiel warten.
Die U-20-Nationalmannschaft hatte im Februar 2014 ohne sie in ihrer Heimat die U-20-Fußball-Ozeanienmeisterschaft der Frauen gewonnen und sich damit für die U-20-Weltmeisterschaft 2014 in Kanada qualifiziert. Sie kam dort in allen vier Spielen zum Einsatz und erzielte zwei Tore, womit sie beste Torschützin ihrer Mannschaft war. Die Neuseeländerinnen erreichten erstmals das Viertelfinale, verloren dieses aber gegen den späteren Finalisten Nigeria mit 1:4. 
Am 15. Dezember 2016 erzielte sie beim 3:2-Sieg der NZ A Women gegen die Thailändische Fußballnationalmannschaft der Frauen  die drei Tore ihrer Mannschaft.
Am 25. November 2017 hatte sie beim torlosen Remis gegen Thailand ihren dritten A-Länderspieleinsatz. Am 10. Juni 2016 stand sie dann gegen Japan erstmals in der Startelf.
Bei der Fußball-Ozeanienmeisterschaft der Frauen 2018 wurde sie in drei der fünf Spiele eingesetzt. Als Turniergewinner qualifizierten sich die Neuseeländerinnen für die WM 2019 und die Olympischen Spiele 2020.
Ende Februar/Anfang März gehörte sie zum Kader, der am Cup of Nations teilnahm, und wurde dort in einem Spiel eingewechselt. Am 29. April wurde sie für die WM in Frankreich nominiert. Bei der WM, bei der die Neuseeländerinnen nach der Gruppenphase ausschieden, kam sie nicht zum Einsatz. Im April 2020 erklärte sie ihren Rücktritt aus der Nationalmannschaft.

## Erfolge
- U-20-Ozeanienmeister 2015
- Ozeanienmeister 2018

## Auszeichnungen
- 2020: Domestic Women’s Player of the Year[5]